# 로젠보리 백작 에리크 왕자

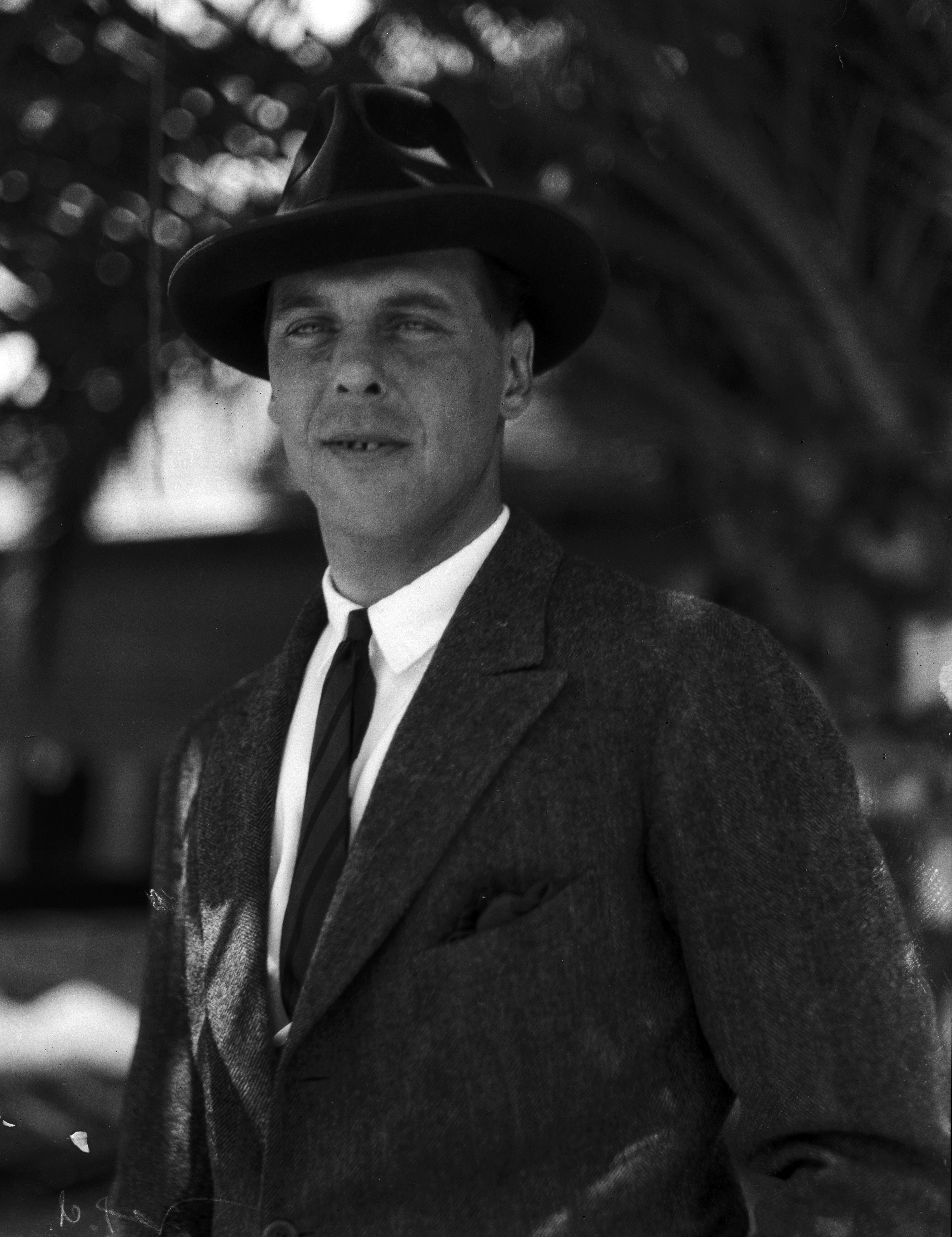
로젠보리 백작 에리크 왕자

로젠보리 백작 에리크 왕자(Prince Erik, Count of Rosenborg, 1890년 11월 8일 ~ 1950년 9월 10일)는 덴마크 왕실의 일원이었다. 그는 덴마크 왕자 발데마르와 오를레앙 공주 마리의 셋째 아들로 코펜하겐에서 태어났다.